# Carole Lokossou
Carole Lokossou de son vrai nom Akpé Carole Lokossou est une comédienne, vocaliste, danseuse, directrice d'acteurs et féministe béninoise.

## Biographie

### Début et Formation
Carole Lokossou a étudié à l'université d'Abomey-Calavi où elle fréquente l'ensemble artistique et culturel des étudiants du Bénin. Elle y apprend le théâtre, la danse et la musique à partir de 1995.

### Carrière
Elle est titulaire d'une licence en sociologie, d’une maîtrise en anglais et d’un master en gestion des projets et organisations.[réf. nécessaire] Dans le but de peaufiner son art, elle rejoint le centre Arabo-africain de recherches théâtrales en Tunisie. Ayant fait ses premiers pas dans le théâtre, elle va plus tard se diriger vers le cinéma en autodidacte. À ce sujet, elle affirme:

« (...) J’apprends beaucoup à partir de l’Internet. J’ai téléchargé des cours qui m’ont permis de savoir la différence entre l’acteur du théâtre et celui du cinéma. (...) »

 A la tête d'une fondation, Lokossou s'investit également dans l'éducation en formant les femmes et les jeunes aux métiers de l'art.

## Récompenses et reconnaissances
Lors de la 27e édition du Fespaco, Carole Lokossou fut partie des membres du jury du festival,. Lors de la cérémonie d'ouverture de la 2e édition du Festival international des films de femmes de Cotonou, elle est récompensée pour l'ensemble de sa carrière aux côtés de quatre autres femmes Tella Kpomahou, Laure Agbo, Jemima Catraye et Christiane Chabi-Kao, pionnières comme elle du cinéma féminin béninois,,,.